# Ardisia mirandae
Ardisia mirandae är en viveväxtart som beskrevs av Elmer Drew Merrill. Ardisia mirandae ingår i släktet Ardisia och familjen viveväxter. Inga underarter finns listade i Catalogue of Life.